# Геракас
Геракас (грец. Γέρακας) — місто в Греції, в Стародавній Греції дем Гаргіттос, місце народження філософа Епікура.
Геракас розташований в місці сполучення гірських хребтів Пентелі та Іметт. Населення міста дуже швидко зростає: якщо за переписом 2001 в місті проживало 13921 людей, то станом на 2009 за оцінками — близько 30 тис. людей.

## Населення
Джерело ESYE [Архівовано 27 лютого 2011 у Wayback Machine.], Municipality of Gerakas
| Рік  | Населення |
| ---- | --------- |
| 1981 | 6 703     |
| 1991 | 8 512     |
| 2001 | 13 921    |
| 2007 | 20 000    |
| 2008 | 30 000    |